# Philadelphia Naval Shipyard
Філадельфія Нейвел Шип'ярд (англ. Philadelphia Naval Shipyard) — американська суднобудівна компанія, що існувала у місті Філадельфія. Була важливою військово-морською корабельнею Сполучених Штатів протягом майже двох століть. Заснована в 1776 році як Філадельфійська військово-морська верф на Фронт-стріт і Федерал-стріт у теперішньому районі міста Пеннспорт, і стала першою військово-морською верф'ю США. Першим кораблем, побудованим на верфі, став лінійний корабель «Франклін». Пізніше їй на заміну побудували нове, набагато більше підприємство, розгорнуте навколо споруд, розпочатих у 1871 році на острові Ліга, у місці злиття річок Делавер і Скулкілл. Розширення військово-морської корабельні з часом стимулювало розвиток житлових будинків і підприємств у Південній Філадельфії, де жило багато працівників верфі. Під час Другої світової війни близько 40 000 робітників працювали цілодобово позмінно, будували та ремонтували кораблі на верфі на потреби американських ВМС.

## Відомі кораблі та судна, побудовані «Філадельфія Нейвел Шип'ярд»
| - лінійний корабель «Франклін» - «Нью-Джерсі», лінійний корабель типу «Айова» - «Вісконсін», лінійний корабель типу «Айова» - «Вашингтон», лінійний корабель типу «Норт Керолайна» - «Блу Рідж», головний командний корабель однойменного класу - «Антітем», важкий ударний авіаносець типу «Ессекс» - «Прінстон», важкий ударний авіаносець типу «Ессекс» - «Веллі-Фордж», важкий ударний авіаносець типу «Ессекс» - «Міннеаполіс», важкий крейсер типу «Новий Орлеан» - «Вічита», важкий крейсер типу «Новий Орлеан» - «Лос-Анджелес», важкий крейсер типу «Балтимор» - «Чикаго», важкий крейсер типу «Балтимор» - «Філадельфія», легкий крейсер типу «Бруклін» | - «Кессін», ескадрений міноносець типу «Мехен» - «Шоу», ескадрений міноносець типу «Мехен» - «Райнд», ескадрений міноносець типу «Бенгам» - «Бак», ескадрений міноносець типу «Сімс» - «Батлер», ескадрений міноносець типу «Глівз» - «Джерарді», ескадрений міноносець типу «Глівз» - «Скотт», ескортний міноносець типу «Баклі» - «Берк», ескортний міноносець типу «Баклі» - «Енрайт», ескортний міноносець типу «Баклі» - «Кулбо», ескортний міноносець типу «Баклі» - «Дербі», ескортний міноносець типу «Баклі» - «Дуглас Блеквуд», ескортний міноносець типу «Баклі» - «Френсіс Робінсон», ескортний міноносець типу «Баклі» - «Солар», ескортний міноносець типу «Баклі» - «Фаулер», ескортний міноносець типу «Баклі» - «Шпангенберг», ескортний міноносець типу «Баклі» - «Радероу», ескортний міноносець типу «Радероу» - «Дей», ескортний міноносець типу «Радероу» |